# اولنا شاپرنا
اولنا شاپرنا (انگلیسی: Olena Shaparna؛ زادهٔ ۴ فوریهٔ ۱۹۷۹) ژیمناست، و ژیمناست هنری اهل اوکراین است.